# Wave (песня Антониу Карлоса Жобина)
«Wave» (с англ. — «Волна»), также известна как «Vou Te Contar» (с англ. — «Я расскажу тебе») — песня в жанре босанова, написанная бразильским музыкантом Антониу Карлосом Жобином. Записана была как инструментальная для его одноимённого альбома 1967 года, текст на английском языке был написан самим Жобином позже в том же году.
Впоследствии песня стала джазовым стандартом и вошла в репертуар многих исполнителей.
Бразильское издание Rolling Stone поместило песню на 73-ю строчку среди величайших бразильских песен.